# Шлем из клыков
Шлем из клыков дикого кабана (вепря) — наголовный доспех, который использовался в Древней Греции бронзового века (микенская цивилизация II тысячелетия до н. э.). Конструкция: плоские пластины расколотых вдоль клыков прикреплялись шнурком внахлёст к кожаной подкладке.
Шлем появился в эпоху бронзы, когда стало проще обрабатывать природные материалы орудиями из металла и вместе с тем возникла необходимость защищать голову от бронзовых мечей и топоров. До нашего времени дошло несколько таких шлемов: один хранится в музее критского города Ираклион и датируется временем после 1450 года до н. э., другой — в Афинском музее и датируется 1300 годом до н. э., третий — в Олимпии.
Все принадлежат к схожим культурам минойско-микенской цивилизации, исчезнувшей к XII веку до н. э. под напором племён с севера. Самое раннее изображение подобных шлемов можно увидеть на фреске из Акротири, исчезнувшем минойском городе на острове Тира. Исследователи оценивают возраст фрески между 1645 и 1500 годами до н. э., и, таким образом, появление шлемов из клыков можно отнести к 1-й половине II тысячелетия до н. э.

Шлемы из клыков существовали параллельно с простыми бронзовыми шлемами. Их использование объясняется тем, бронза была редким дорогим сплавом. В «Илиаде» один из героев, Гектор, умоляет Ахиллеса:
«Меди, ценного злата, сколько желаешь ты, требуй…»
Для производства шлема необходимо было завалить на охоте 12—14 кабанов-секачей, а дальше можно из клыков смастерить подручными средствами защиту для головы. Клыки кабана применялись из-за лёгкости обработки с одной стороны (хорошо раскалывались вдоль длины), с другой стороны, внешняя поверхность клыков — очень твёрдая (в отличие от слоновой кости). В «Илиаде» даже Одиссей, царь небольшого острова, носил такой шлем. Гомер дал удивительно точное описание шлемов той эпохи:

Отдал и щит; на главу же героя из кожи воловой
Шлем он надел, но без гребня, без блях, называемый плоским,
Коим чело у себя покрывает цветущая младость.
Вождь Мерион предложил Одиссею и лук и колчан свой,
Отдал и меч; на главу же надел Лаэртида героя
Шлем из кожи; внутри перепутанный часто ремнями,
Крепко натянут он был, а снаружи по шлему торчали
Белые вепря клыки, и сюда и туда воздымаясь
В стройных, красивых рядах; в середине же фетром подбит он.
Шлем сей — древле из стен Элеона похитил Автолик…

Из этого отрывка вырисовывается положение дел с шлемами у греков XII—IX веков до н. э. Наиболее простые шлемы изготавливались из толстой воловьей кожи, такие шлемы упоминает Геродот (кн. 7), описывая вооружения персидских племен. Главные вожди носят шлемы с медными или бронзовыми пластинами-бляхами, прикрепленными к кожаной основе. Гомер говорит о 4 бляхах. Шлемы украшены султанами и конскими гребнями, окрашенными в пурпурный цвет. Одиссею достался шлем из клыков кабана, изготовленный в Малой Азии.
Процесс изготовления такого шлема воспроизводят современные энтузиасты, следуя предполагаемым приёмам древних.